# Joachim Eckl

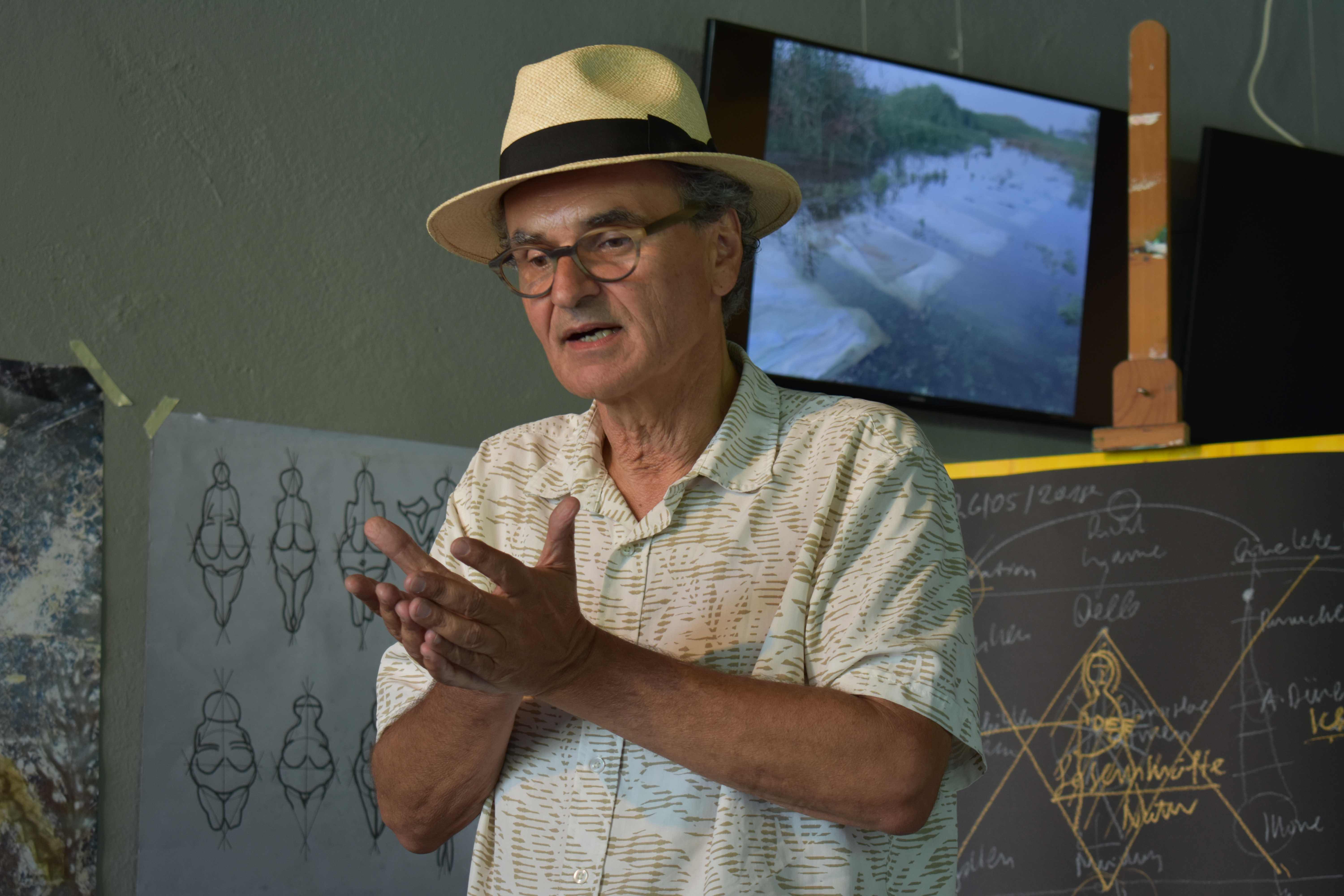
Joachim Eckl 2018

Joachim Eckl (* 11. April 1962 in Haslach an der Großen Mühl) ist ein österreichischer Künstler, Sozial-Ingenieur, Kulturmäzen, Projektleiter, Produzent in der Kultur- und Kunstwelt sowie Kulturvereinsleiter. Er ist vor allem für seine Großprojekte in Verbindung mit Wasser, vor allem Flüssen, bekannt. Seine Arbeit wurde mit dem Grün-Preis des Bundeslandes Oberösterreich und dem Ford-Umweltpreis des Bundesministeriums für Land- und Forstwirtschaft, Umwelt und Wasserwirtschaft ausgezeichnet.

## Leben und Wirken

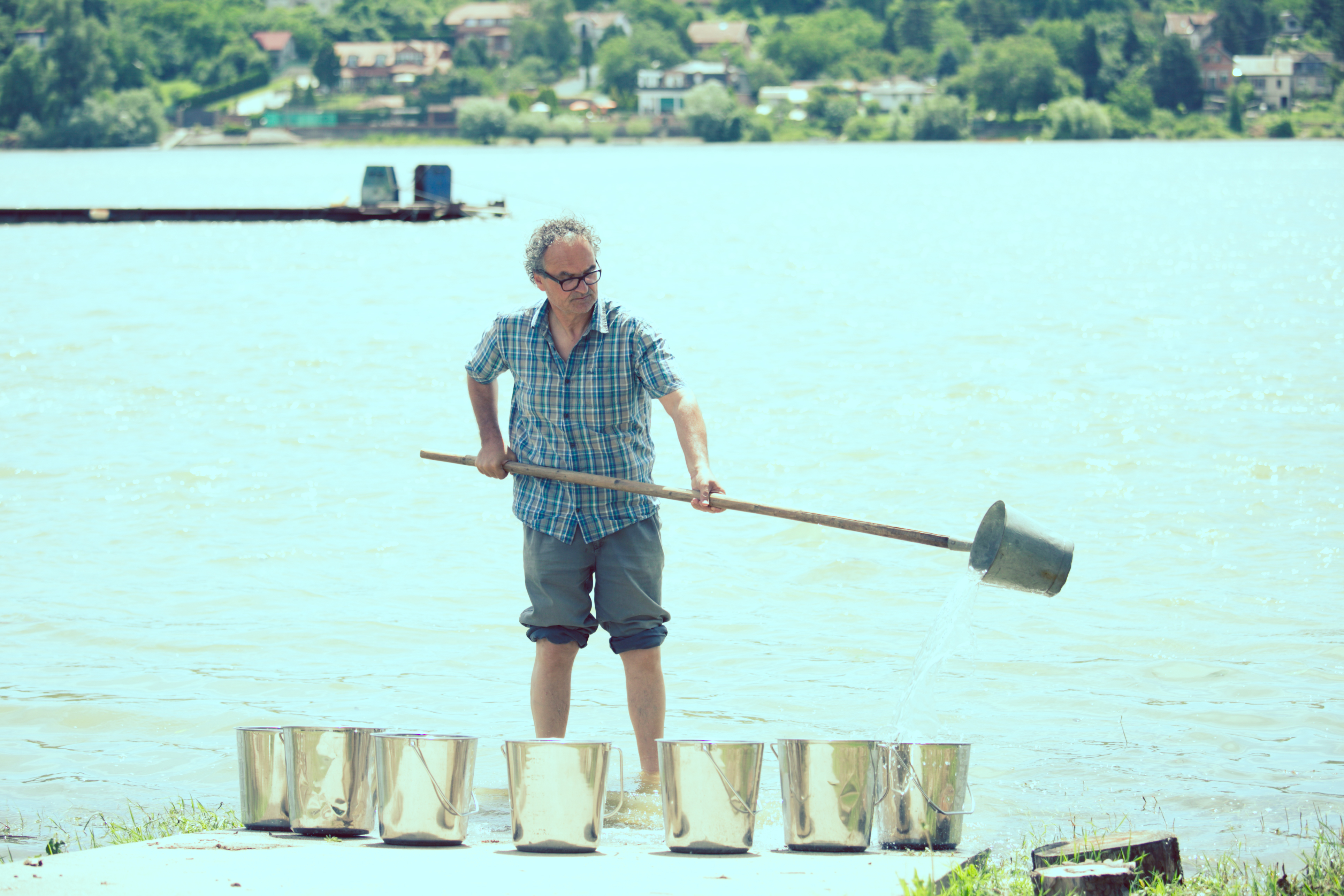
Joachim Eckl – „persönliche Schöpfung“

Joachim Eckl ist an der Großen Mühl aufgewachsen. Seine Vorfahren waren Müller; sein Urgroßvater hat das erste Wasserkraftwerk an der Großen Mühl errichtet. Joachim Eckl betrachtet die Verbundenheit des Menschen mit dem Wasser als die Essenz seines künstlerischen Schaffens. Sein Studium der Psychologie absolvierte Eckl in Österreich und in New York. Als freischaffender Künstler hat er unter eigenem Namen wie auch unter der Bezeichnung Heim.ART gearbeitet und an vielen Kunstprojekten mitgewirkt, unter anderen mit Tony Cragg, Jeff Koons, Christo und Jeanne-Claude, Klaus Rinke und Walter Pichler. Breitere Bekanntheit erreichte Eckl durch Ausstellungen wie etwa Reines Wasser, welche vom 3. Oktober bis 15. Februar 2015 im Lentos Kunstmuseum Linz stattfand.
Sein aktuelles Großprojekt Brückenschlag – Donauschöpfung begann bereits im Jahre 2002 mit dem Projekt Persönliche Schöpfung, setzte sich dann über die Projekte River to River und Gemeinsame Schöpfung fort und mündete schließlich in die Projekte Donau-Körper und Reines Wasser. Das Großprojekt soll 2018 mit einer gemeinsamen Wasserschöpfung entlang des Gesamtlaufes der Donau abgeschlossen werden.
Joachim Eckl ist verheiratet und hat eine Tochter.

## Werke und Kunstprojekte
Joachim Eckl fiel das erste Mal in der Kunstwelt im Jahre 1991 mit einer Kollaboration mit Vito Acconci für die Werkstatt Kollerschlag mit dem Werk Multi-Bed 2 auf, wo er für das Produktionsmanagement zuständig war. Zu dieser Zeit lief unter dem Titel The Only One auch eine Schauraumausstellung von Eckl und Georg Lindorfer. Zudem veranstalteten die beiden Künstler in Kooperation mit dem damaligen Landeshauptmann Josef Ratzenböck eine Glücksförderung im Spiel-Casino-Linz, bei welcher das gewonnene Sponsoring-Geld für das Ausstellungsprojekt Bodies and Brains in der Richard Anderson Gallery in New York City verwendet wurde.
Im Jahr 1997 schuf Joachim Eckl zusammen mit dem Künstler Klaus Rinke die skulpturale Malerei für das Einkaufszentrum Pro Kaufland in Linz. Danach eröffnete Eckl das Heim.ART-Haus, in welchem namhafte Künstler seit April 1999 ihre Werke ausstellen. Im selben Jahr aktivierte Joachim Eckl unter Mithilfe von Nicholas Treadwell die Heim.ART-Station, ein Lagerhaus und ehemalige Zugstation in Neufelden, welche seitdem in Eckls Besitz blieb und für viele Projekte, Ausstellungen und Workshops ein Heim bietet.
In den folgenden Jahren widmete sich Joachim Eckl vor allem lokalen Projekten in Neufelden, Haslach und Linz, bis er im Jahr 2002 mit dem Projekt River to River seinen Radius erweiterte. Im Anschluss daran befasste sich Eckl mit der Persönlichen Schöpfung, einer künstlerischen, intellektuellen aber auch spirituellen Performance, welche die beiden Bedeutungen des Wortes „Schöpfung“ – „Wasser entnehmen“ und „Kreation“ – vereint. Dieses Projekt führte Eckl bis nach Ägypten, wo er im Jahr 2008 bei der 11. Internationalen Kairo Biennale in Regie des Museums für moderne ägyptische Kunst und der Al Bab Selim Gallery zusammen mit der ägyptischen Künstlerin Rasha Ragab in Kairo die Installation und Performance Carry Me Home veranstaltet hat.
2012 wurde Joachim Eckl vom Forum Altenberg in Bern eingeladen, bei den 1st Social Sculpture Days mitzumachen. Die Veranstalter und Eckl haben dabei den Begriff Soziale Plastik in der Schweizer Kunstwelt zu popularisieren versucht. Es folgten Installationen, wie die Eispyramide, die in Faiyum aus 25.000 Liter Wasser errichtet wurde. Im Jahr 2016 wurde Joachim Eckl als Visiting Artist in die Herb Alpert School of Music at CalArts eingeladen, um Vorträge, Performances und ein Event zu halten, wobei CalArts Professor Michael Pisaro als Gastgeber fungierte.
Für die vom 11. Januar bis zum 5. Februar 2017 in München stattfindende Ausstellung 6:9 Weltversprechen des Projektes Kunst im Bau steuerte Joachim Eckl die Installation Der letzte Raum sowie die Performance Der erste Tropfen bei. Des Weiteren arbeitet Joachim Eckl an dem Projekt Bleaching Time für den Kulturverein Textile Kultur Haslach und das Webereimuseum Haslach, wo im Textilen Zentrum Haslach am 16. Juli 2017 eine Ausstellung seiner Werke stattfand. Seit dem 2. September 2017 veranstaltet Joachim Eckl zusammen mit dem OÖKulturquartier wöchentliche Flussgespräche im Schöpfungsbüro der Kapelle am OK-Platz in Linz.

### Reines Wasser–Donau Körperim Lentos Kunstmuseum Linz
Vom 3. Oktober 2014 bis zum 15. Februar 2015 fand eine 60-Tage-Schöpfungsaktion unter dem Namen Donau-Körper anlässlich der Ausstellung Reines Wasser statt. Das Lentos Kunstmuseum in Linz half bei der Organisation dieses Projektes von Joachim Eckl mit, wobei insgesamt 60 Teams jeweils 1.000 Liter Wasser aus der Donau geschöpft haben, welche in Containern zu einer einzigartigen Skulptur zusammengelegt wurden, die veranschaulichen sollte, wie viel Wasser während eines gesamten Lebens durch den menschlichen Körper fließt. Seit kurzem sind die meisten Aktivitäten dieses Projektes auf dem YouTube-Kanal von HeimART zu sehen.

### Hotel und Restaurant Mühltalhof
Joachim Eckl hat die permanente Installation Landeplatz für Ankommende am Eingang des Hotels und Restaurants Mühltalhof kreiert, welches am Ufer der Großen Mühl liegt und für die Mühlviertler Naturküche auf Haubenniveau bekannt ist. Johanna Eckl, geborene Rachinger, die Ehefrau von Joachim Eckl, ist zusammen mit ihrem Bruder, Helmut Rachinger, die Besitzerin dieses Establishments. Den Zentralpunkt dieser Installation bildet ein 350 Millionen Jahre alter Stein, ein Granit-Findling. Am 20. August 2017 waren das Hotel und Restaurant Mühltalhof zusammen mit Joachim Eckl Gastgeber des diesjährigen Gelinaz! Does Upper Austria Food-Festivals.